# Стршигавка, Давид
Да́вид Стрши́гавка (чеш. David Střihavka; 4 марта 1983, Прага, Чехословакия) — чешский футболист, нападающий.

## Карьера в сборной
Стршигавка являлся игроком сборной Чехии среди игроков младше 16 лет на чемпионате Европы 2000 года в Израиле. Там чехи проиграли в финале португальцам. Спустя два года Давид защищал цвета национальной сборной на чемпионате Европы до 19 лет. Однако в первую сборную игрока так и не пригласили.

## Клубная карьера в Чехии
Почти всю свою игровую карьеру Стршигавка провёл в Чехии.
Он играл за «Богемианс 1905», «Спарту», «Яблонец 97», «Хмел», «Славию», «Баник» и «Викторию». В сезоне 2004/05 после победы «Спарты» в Гамбринус-лиге Стршигавка играл в Лиге чемпионов.
Российским болельщикам известен по встрече «Спартака» и «Баника» в Кубке УЕФА 2008/09. Общий счёт той встречи 2:1 в пользу «Спартака».

## «Норвич Сити»
11 июля 2007 года было подтверждено, что Стршигавка подписал договор с «Норвич Сити» на 4 года. Сумма трансфера не разглашалась, но предполагалось, что она была около 1000000 €.
Первый матч за «канареек» молодой чех сыграл в субботу 14 июля 2007 года против «Эксетер Сити». В родных стенах «Норвич» выиграл этот товарищеский матч 2:1. Свой первый гол за «Норвич Сити» Давид забил в четверг 25 июля 2007 года в товарищеском матче против нидерландского «Зволле», проигранном со счётом 1:2.
Свой первый гол в чемпионшипе чех забил в матче против «Кристал Пэлас» на «Карроу Роуд». Этот гол принёс победу «Норвичу» во встрече 15 сентября 2007 года со счётом 1:0. Несмотря на свои успехи, карьера у Стршигавки в Англии не сложилась. Он расторг контракт с «Норвичем» 11 января 2008 года.
После «Норвича» новым клубом Стршигавки стал клуб Гамбринус-лиги «Славия» (Прага). Его первой игрой за «Славию» был матч Кубка УЕФА против «Тоттенхэм Хотспур», в котором он забил свой первый гол за клуб, но «Славия» проиграла 1:2. В феврале 2011 года перешёл на правах аренды в «Виллем II».
В 2014 году выступал за «Дуклу» из города Банска-Бистрица.